# 艾莎·辛德斯
艾莎·賈米拉·辛德斯（英語：Aisha Jamila Hinds，1975年11月13日—）是一名美國女演員和製片人。知名作品如電視劇《盾牌》（2004年）、《真愛如血》（2008年至2010年）、《底特律重案組》（2010年至2011年）、《穹顶之下》（2013年至2015年）和《火速救援最前線》（2018年至今），以及電影《雙面人魔》（2007年）與《哥吉拉 II 怪獸之王》（2019年）。2016年，她在頗受好評的HBO電視電影《總統之路》中飾演芬妮·露·哈默一角。

## 早期生活
艾莎·辛德斯出生於纽约州布魯克林區。她於2003年從電視劇《紐約重案組》開啟了自己的演藝生涯。在此前，辛德斯出演過數部舞台劇。

## 外部連結
- 艾莎·辛德斯在互联网电影资料库（IMDb）上的資料（英文）
- 艾莎·辛德斯的Instagram帳戶